# 1992 au Canada
Pour un article plus général, voir Chronologie du Canada.
Cet article traite des événements qui se sont produits durant l'année 1992 au Canada.

## Gouvernements
Exécutif:
- Monarque - Élisabeth II
- Gouverneur général - Ray Hnatyshyn
- Commissaire des Territoires du Nord-Ouest - Daniel Norris
- Commissaire du Yukon - John Kenneth McKinnon
- Lieutenant-gouverneur de l'Alberta - Gordon Towers (en)
- Lieutenant-gouverneur de la Colombie-Britannique - David Lam
- Lieutenant-gouverneur de l'Ontario - Hal Jackman (en)
- Lieutenant-gouverneur de l'Île-du-Prince-Édouard - Marion Loretta Reid
- Lieutenant-gouverneur du Manitoba - W. Yvon Dumont (en)
- Lieutenant-gouverneur du Nouveau-Brunswick - Gilbert Finn
- Lieutenant-gouverneur de Nouvelle-Écosse - Lloyd Roseville Crouse (en)
- Lieutenant-gouverneur du Québec - Martial Asselin
- Lieutenant-gouverneur de la Saskatchewan - Sylvia Fedoruk
- Lieutenant-gouverneur de Terre-Neuve-et-Labrador - Frederick Russell

Législatif:
- Premier ministre du Canada - Brian Mulroney
- Premier ministre de l'Alberta - Don Getty puis Ralph Klein
- Premier ministre de la Colombie-Britannique - Michael Harcourt
- Premier ministre du Manitoba - Gary Filmon
- Premier ministre du Nouveau-Brunswick - Frank McKenna
- Premier ministre de Terre-Neuve-et-Labrador - Clyde Wells
- Premier ministre de la Nouvelle-Écosse - Donald William Cameron
- Premier ministre de l'Ontario - Bob Rae
- Premier ministre de l'Île-du-Prince-Édouard - Joe Ghiz
- Premier ministre du Québec - Robert Bourassa
- Premier ministre de la Saskatchewan - Roy Romanow
- Premier ministre des Territoires du Nord-Ouest - Nellie Cournoyea
- Premier ministre du Yukon - John Ostashek (élu le 19 octobre 1992 face au sortant Tony Penikett)

## Événements

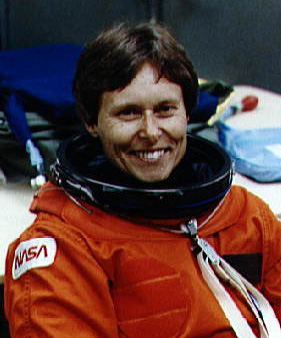
La Docteure Roberta Bondar devient la première femme canadienne en espace le 22 janvier 1992

### Janvier 1992
- Janvier : une série documentaire The Valour and the Horror (en) diffusée à la télévision de la CBC est critiqué par les vétérans canadiens pour avoir mal représenté les militaires canadiens pour leur conduite durant la Seconde Guerre mondiale.
- 17 janvier : établissement des relations diplomatiques entre le Canada et l'Ukraine

- 22 janvier : dans la STS-42, la docteure Roberta Bondar devient la première femme canadienne dans l'espace.

### Février 1992
- Du 8 au 23 février : les Jeux olympiques d'hiver de 1992 ont lieu à Albertville en France. Le Canada fini 9e pour le nombre de médailles.

### Mars 1992
- x

### Avril 1992
- 5 avril : l'ambassade iranienne (en) à Ottawa est envahie par des membres de l'OMPI, un groupe irakien supporté par un groupe de droite religieuse.

- 12 avril : Fondation d'Asüna, constructeur automobile canadien affilié à General Motors.
- Du 16 au 19 avril, Ontario : enlèvement et meurtre de Kristen French (en).

### Mai 1992
- Mai : la Commission géologique du Canada (CGC), lors d'une expédition, établit l'élévation officielle du Mont Logan a 5959 mètres.

- 3 au 14 mai : Championnat d'Amérique du Nord, centrale et Caraïbe de football des moins de 20 ans
- 7 mai, Nouvelle-Écosse : trois employés sont assassinés et un est paralysé en permanence durant un vol a un restaurant McDonald's à Sydney River.

- 9 mai, Nouvelle-Écosse : 26 mineurs sont tués dans la Mine Westray.

- 17 mai, Québec : ouverture officielle des Célébrations du 350e anniversaire de Montréal.

### Juin 1992
- x

### Juillet 1992
- 1er juillet :
  - célébration du 125e anniversaire du Canada;
  - le Royal 22e Régiment lance une opération avec succès pour sécuriser le contrôle de l'Aéroport de Sarajevo.

- 2 juillet : un arrêt de 2 ans est annoncé pour la pêche à la morue.

- 25 juillet : début d'une compétition des jeux olympiques d'été de 1992 au Canada.

### Août 1992
- 9 août : fin d'une compétition des Jeux olympiques d'été de 1992 au Canada.
- 10 août : établissement des relations diplomatiques entre l'Azerbaïdjan et le Canada

- 12 août : les détails de l'Accord de libre-échange nord-américain (ALÉNA) est annoncé.
- 13 au 16 août : Championnats du monde d'aviron à Montréal.

- 22 août : révision finale de l'accord de Charlottetown : un changement aux amendements constitutionnel proposé est relâché.

- 24 août, Québec : un professeur en ingénierie mécanique Valery Fabrikant fait feu à l'université Concordia de Montréal faisant trois victimes.

### Septembre 1992
- Du 6 au 8 septembre, Alberta : Corrine Gustavson a été enlevée.
- 16 et 17 septembre : Championnats du monde de VTT à Bromont

- 18 septembre, Territoires du Nord-Ouest : neuf employés de la Mine Giant sont tuées après qu'un employé en grève Roger Warren (en) fait exploser une bombe dans la mine.

### Octobre 1992
- Octobre : le droit contre l'homosexualité dans l'armée canadienne est levé après une victoire légale par Michelle Douglas.

- 8 octobre : les populaires Sénateurs d'Ottawa ont joué leur première partie dans la Ligue nationale de hockey gagnant contre les Canadiens de Montréal.

- 19 octobre, Yukon : élection générale au Yukon - le gouvernement du NPD yukonnaise est défait par le Parti du Yukon. Le chef du parti yukonnais John Ostashek sera assermenté premier ministre du territoire le 7 novembre.

- 24 octobre : les Blue Jays de Toronto remporte la Série mondiale. C'est la première fois qu'une équipe non-américaine réussit cet exploit.

- 26 octobre : l'Accord de Charlottetown est rejeté par toute la nation par un référendum.

- 28 octobre, Manitoba : les Élections municipales du Manitoba (en) ont lieu.

### Novembre 1992
- 7 novembre, Yukon : le chef du Parti du Yukon John Ostashek est assermenté premier ministre du territoire du Yukon, succède au chef du NPD yukonnaise Tony Penikett lors de sa défaite de l'Élection générale yukonnaise du 19 octobre.

- 12 novembre, Territoires du Nord-Ouest : un référendum qui encourage la création du Nunavut est un succès dans les Territoires du Nord-Ouest.

- 29 novembre, Ontario : les Stampeders de Calgary remportent la 80e (en) coupe Grey, défaisant les Blue Bombers de Winnipeg au Centre Rogers à Toronto.

### Décembre 1992
- 15 décembre : les premiers membres de la Canadian Airborne Regiment arrivent en Somalie sur une mission non fondé humanitaire.

- 16 décembre, Alberta : Ralph Klein succède à Don Getty au poste du Premier ministre de l'Alberta.

- 17 décembre : le premier ministre fédéral Brian Mulroney signe l'accord de L'ALÉNA.

## À surveiller
- Jeux d'hiver de l'Arctique pour une quatrième fois à Whitehorse
- Championnat du monde de Scrabble classique à Hull
- Championnats du monde toutes épreuves de patinage de vitesse à Calgary
- Défi mondial des moins de 17 ans de hockey à Grand Sudbury

## Naissances en 1992
- 1er janvier : Freddie Hamilton (joueur de hockey sur glace).
- 7 janvier : Erik Gudbranson (joueur de hockey sur glace).
- 11 janvier : Mark Pysyk (joueur de hockey sur glace).
- 21 janvier : Quinton Howden (joueur de hockey sur glace).
- 27 janvier : Connor Widdows (en) (acteur).
- 31 janvier : Tyler Seguin (joueur de hockey sur glace).
- 9 février : Avan Jogia (acteur).
- 12 février : Amanda Laine (mannequin).
- 18 février :
  - Brandon Gormley (joueur de hockey sur glace).
  - Melinda Shankar (actrice).
- 23 mars : Vanessa Morgan (actrice).
- 1er avril : Gabriela Dabrowski (joueuse de tennis).
- 2 avril : John McFarland (joueur de hockey sur glace).
- 5 avril : Emmalyn Estrada (chanteuse).
- 11 avril : Victoria Hayward (joueur de softball).
- 15 avril : Calvin Pickard (gardien de but de hockey sur glace).
- 20 avril : Dylan McIlrath (joueur de hockey sur glace).
- 24 avril : Joanna Lenko (danseuse de glace).
- 29 avril : Sarah Freeman (skieuse alpine)
- 2 mai : Brett Connolly (joueur de hockey sur glace).
- 7 mai : Alexander Ludwig (acteur).
- 13 mai : Keltie Hansen (skieuse acrobatique).
- 16 mai : Jeff Skinner (joueur de hockey sur glace).
- 27 mai : Aaron Brown (sprinteur).
- 4 juin : Savannah King (natation).
- 25 juin : Jaden Schwartz (joueur de hockey sur glace).
- 1er juillet : Andrew Chalmers (en) (acteur).
- 4 juillet : Chris Haughton
- 13 juillet : Megan Gunning (skieuse acrobatique).
- 31 juillet : Ryan Johansen (joueur de hockey sur glace).
- 7 août : Mark Visentin (joueur de hockey).
- 29 août : Carolyn MacCuish (en) (patineur artistique).
- 3 septembre : Nicholas Lindsay (en) (joueur de soccer).
- 28 septembre : Keir Gilchrist (acteur).
- 24 octobre : Gary Gerbrandt (acteur).
- 4 novembre : Josh Janniere (en) (joueur de soccer).
- 22 novembre : Natalie Achonwa (joueuse de basket-ball).
- 28 novembre : Cameron Ansell (en) (actrice).
- 7 décembre : Sean Couturier (joueur de hockey sur glace).
- 21 décembre : Haylee Wanstall (actrice).

## Décès en 1992
- 1er février : Gary Lautens (en) (humoriste et presse écrite éditorialiste).
- 5 février : Maxwell Meighen (en) (financier et fils de Arthur Meighen, 9e premier ministre du Canada (1920-1921, 1926)).
- 25 février : Louis Harrington Lewry (en) (homme politique et reporteur).
- 27 février : S. I. Hayakawa (responsable universitaire et homme politique).
- 3 mars : Robert Beatty (acteur).
- 14 mars : Bill Allum (en) (joueur de hockey sur glace).
- 26 mars : Barbara Frum (journaliste).
- 10 avril : Cec Linder (acteur).
- 15 avril : Mud Bruneteau (joueur de hockey sur glace).
- 19 avril : Kristen French (en) (victime meurtrier).
- 9 mai : James Allan (homme politique).
- 5 juillet : Pauline Jewett (femme politique et éducatrice).
- 11 juillet : Munroe Bourne (natation).
- 24 juillet : Sam Berger (avocat, homme d'affaires et joueur de football).
- 30 juillet : Joe Shuster (co-inventeur du personnage de bande dessinée Superman).
- 2 septembre : Émile Benoît (chanteur).
- 8 septembre : Corrine Gustavson (viol et victime meurtrier).
- 14 septembre : Paul Joseph James Martin (homme politique).
- 27 septembre : Hugh Llewellyn Keenleyside (en) (diplomate et fonctionnaire).
- 4 novembre : George Klein (en) (inventeur).
- 14 novembre : Greg Curnoe (artiste peintre).
- 13 décembre : K. C. Irving (homme d'affaires).
- 28 décembre : Pudlo Pudlat (artiste inuit).